# Raymond (V) de Toulouse
Pour les articles homonymes, voir Raymond.
Raymond V de Toulouse  décédé entre 978 et 979, fut comte de Toulouse (972-978).

## Biographie
Frère d'Hugues de Toulouse, comte de Toulouse (961-972), il lui succéda à la tête du comté de 972 à 978.

La redécouverte récente de son existence (ainsi que celles de son frère et de son père) a permis de résoudre partiellement un vide dans la chronologie de la dynastie raymondine entre Raymond Pons, comte de Toulouse de 924 à 942, et Guillaume III Taillefer (975-1037).

Raymond est mis en fuite par Roger le Vieux vers 978, puis disparait la même année à Garazo (Garaison, sur la commune de Monléon-Magnoac), tué par les Gascons dans une bataille contre le comte et marquis de Gascogne Guillaume-Sanche. 
Adélaïde, sa jeune veuve, se remarie dès 980 avec Louis de France, fils du roi Lothaire. 
Le jeune âge de son fils à sa mort laisse supposer une « tutelle » mal définie à ce jour.

## Descendance
Fils de Raymond (IV) de Toulouse, comte de Toulouse (942-961).
Marié en 975 avec Adélaïde d'Anjou fille de Foulque II d'Anjou dont il eut :
- Guillaume III de Toulouse, comte de Toulouse 978-1037 ;
- Pons de Toulouse.

Son fils Guillaume III de Toulouse lui succéda.